# 资剑
资剑(1964年—)，生于四川成都，复旦大学教授，研究领域为光子晶体、超构材料、自然界光子结构及结构色等。中国“973”计划首席科学家，教育部第四批"长江学者"特聘教授。发表论文百余篇，获得中国教育部科技进步二等奖等奖项。主要研究成果有“提出了孔雀羽毛绚丽色彩产生的物理机理”等。

## 生平
1985至1991年，先后获得复旦大学理学学士、硕士、博士学位；1992至1994年在明斯特大学从事博士后研究。
后在复旦大学工作至今。曾在意大利、日本、美国、香港等地学术机构做访问研究。

## 奖项
1993年获得中国教育部科技进步二等奖；1998年获得国家青年科技奖；2000年获得霍英东基金高等院校二等奖。